# Śląsk Czarny

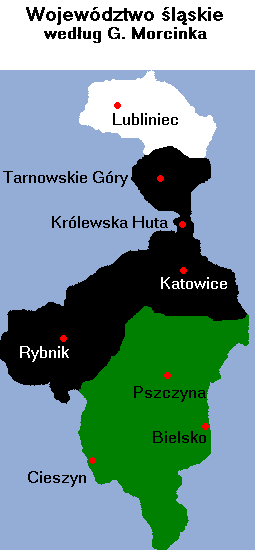
Trójkolorowy podział polskiej części Górnego Śląska lat 1922-1939 według G. Morcinka

Śląsk Czarny − określenie stworzone propagandowo w międzywojennej Polsce, tworzące podział ówczesnych ziem śląskich w Polsce (województwo śląskie) na trzy części („Śląsk Czarny”, „Śląsk Biały” i „Śląsk Zielony”).
Autorami trójkolorowego podziału województwa śląskiego są pisarz ludowy Gustaw Morcinek oraz Stanisław Berezowski. Podział ten został użyty przez nich w wydanej w 1933 roku monografii województwa śląskiego pt. „Śląsk”. Śląskiem Czarnym określił Morcinek środkowy obszar ówczesnego województwa, a określenie to nawiązywało do silniej rozwiniętego na tej ziemi (w przeszłości silniej niż obecnie) przemysłu związanego z węglem kamiennym - najważniejszym dla rozwoju tej ziemi surowcem naturalnym (kopaliny).
Miasta regionu: Katowice, Tarnowskie Góry, Ruda i Nowy Bytom (dziś Ruda Śląska), Królewska Huta (dziś Chorzów), Siemianowice Śląskie, Świętochłowice (wtedy wieś), Mysłowice, Piekary Śląskie (wtedy wieś), Mikołów, Rybnik, Żory, Wodzisław Śląski, Jastrzębie (wtedy wieś).
Obecnie, odkąd w 1945 roku Polska dostała po konferencji poczdamskiej zachodnie tereny Górnego Śląska oraz Dolny Śląsk, sztuczny, trójkolorowy podział z okresu dwudziestolecia międzywojennego XX w. przestał być stosowany, choć nadal funkcjonuje pojęcie czarny Śląsk, oznaczające region górniczy Górnego Śląska.